# Il y avait quoi (pour Éric Rohmer)
Pour plus de détails, voir Fiche technique et Distribution.
Il y avait quoi (pour Éric Rohmer), parfois sous-titré Hommage à Éric Rohmer, est une courte vidéo franco-suisse réalisée par Jean-Luc Godard et sortie en 2010. Elle est commandée par la société Les Films du losange en hommage à feu Éric Rohmer (1920-2010), le cinéaste de la Nouvelle Vague ami et ancien collègue de Godard.
Dans la filmographie de Godard, Il y avait quoi (pour Éric Rohmer) précède directement la sortie de son long métrage Film Socialisme. Il a été présenté pour la première fois lors de la Soirée en hommage à Éric Rohmer, le 8 février 2010, à la Cinémathèque française. Le court-métrage est constitué de divers titres d'articles que Rohmer a écrits pour les Cahiers du Cinéma, qui apparaissent sur un fond noir, tandis que la narration de Godard évoque de brefs souvenirs fragmentés de Rohmer. Il se termine par un plan de Godard regardant directement vers la caméra, le rapport d'aspect de l'image 16:9 étant soudainement écrasé en 4:3, alors qu'il termine son monologue.

« J'ai eu envie d'utiliser les titres de ses articles, d'évoquer des choses que j'ai vues ou faites avec lui quand nous étions jeunes aux Cahiers dans les années 1950. J'ai du mal à dire autre chose de lui. On ne peut parler des gens qu'à partir de ce qu'on a partagé avec eux. »

— Jean-Luc Godard

## Fiche technique
- Titre original : Il y avait quoi (pour Éric Rohmer)[4]
- Réalisation, scénario et montage : Jean-Luc Godard
- Société de production : Les Films du losange
- Pays de production :  Suisse[4],  France
- Langue originale : français
- Format : couleur
- Durée : 3,5 minutes
- Genre : documentaire
- Date de sortie :
  - France : 8 février 2010 (Cinémathèque française)